# アレクサンドル・アンクヴァブ
アレクサンドル・アンクヴァブ（アブハズ語: Алықьсандр Золотинска-иҧа Анқәаб, グルジア語: ალექსანდრე ანქვაბი; 1952年12月26日 - ）は、グルジアの政治家。国際的に未承認のアブハジア共和国において、2020年4月23日から2024年11月19日まで首相を務めた。大統領を2014年6月まで務めていたが、反政権デモの高まりにより議会に職務不能と議決され辞職した。過去に副大統領、大統領代行を歴任した。アレクサンドル・アンクワブとも表記される。

## 経歴
- 1975年  アブハジア自治ソビエト社会主義共和国法務省で、後にコムソモール・アブハジア州委員会でグダウト地区委員会第一書記、グダウト地区内務課長として働く。
- 1983年 グルジア共産党中央委員会において、行政機関課教官、農業課科学・経済分析班主任、行政機関課副主任として働く。
- 1984年　グルジア・ソビエト社会主義共和国内務次官。
- 1991年　アブハジア最高会議代議員。
- 1992年　アブハジア共和国内務相。
- 1993年以降　社会・政治活動、ビジネス、慈善活動に従事。
- 2004年　大統領選において、セルゲイ・バガプシュ支持を表明。
- 2005年2月14日　アブハジア共和国首相に任命[3]。
- 2010年2月12日　アブハジア共和国副大統領に就任。13日に首相を辞任[4]。
- 2011年5月29日　バガプシュ大統領死去に伴い大統領職務を代行[5]。9月26日より正式な大統領に就任。
- 2014年6月1日　 議会に職務不能と宣言され大統領を辞職。大統領代行にはバレリ・ブガンバ（英語版）議会議長が任命される[6]。
- 2020年4月24日　アスラン・ブジャニヤ大統領より首相に任命される（2期目の首相）[7]。
- 2024年11月19日 与野党協議の結果、ブジャニヤ大統領が辞任に同意したほかバドラ・グンバ副大統領の大統領代行就任とバレリ・ブガンバ（英語版）前首相の首相再就任で合意したため、アンクヴァブは首相を退任[8]。

## パーソナル
- スフミ市出身。ロストフ法律大学、ソビエト連邦共産党中央委員会附属社会科学アカデミーを卒業。
- 「アブハジア詩選集」を含むアブハジア人作家の本の出版を援助した。フアプ村の中学校建設に協力。